# Буреинский заповедник
Буреинский заповедник — резерват эталонного участка горной тайги зоны восточного БАМа. Он расположен на территории Верхнебуреинского района Хабаровского края в бассейнах рек Левая и Правая Бурея, между 51°40′ и 52°30′ северной широты и 134°20′ и 135º10′ восточной долготы. Ближайший к заповеднику населённый пункт, пос. Софийск, находится в 40 км от его западной границы.
Рельеф заповедника типично горный: высшая отметка заповедника находится на высоте 2241, низшая 550 м над уровнем моря. На протяжении 252 км заповедник ограничен хребтами высотой от 1100 до 2300 м над уровнем моря: на севере — Эзопским, с востока — Дуссе-Алинским и на юге — Буреинским. Южная граница идет по гребню водораздела Лан — Балаганах (48 км) и по р. Левая Бурея (около 20 км).
Площадь заповедника — 356,99 тыс. га, охранной зоны — 53,3 тыс. га.

## Направления деятельности
- Научная деятельность
- Охрана территории
- Экологическое просвещение
- Экологический туризм

## Природные условия, животный и растительный мир

### Геология
Буреинский горный массив образован меридиональными и субмеридиональными хребтами Малый Хинган, Ям-Алинь, Эзоп и Дуссе-Алинь. Это область сопряжения древних архей-протерозойских пород Буреинского срединного массива и более молодых палеозой-мезозойских образований, выделяемых в составе Селемджино-Кербинской структурно-фациальной зоны, относящейся к Амуро-Охотской геосинклинально-складчатой системе. В эпохи интенсивных геологических движений отдельные части массива, особенно северные, подвергались раскалыванию. В районе заповедника отмечается пересечение крупных разломов субширотного и субмеридионального простирания.
В девоне значительная площадь Буреинского массива была покрыта морем.

### Рельеф

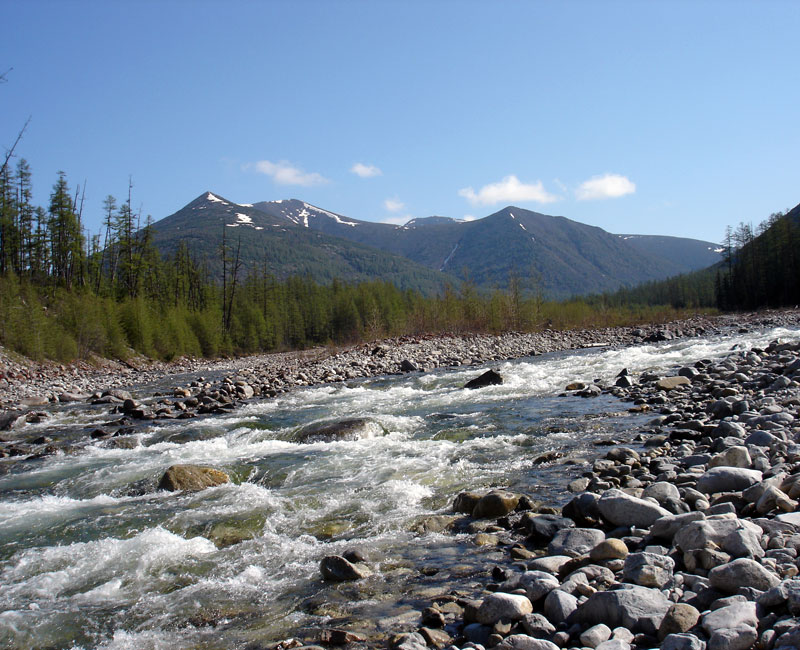
Верховья Правой Буреи

Рельеф заповедника — типично горный. Горные хребты различной высоты сочетаются с отдельными горами-сопками, заполняющими большую часть территории, и речными долинами, в которых развиты аккумулятивные террасы и поймы. Высшая абсолютная отметка — 2325 м, низшая — 600 м над у. м.
Верхние поверхности водоразделов представляют собой сглаженные выпуклые пространства шириной 50-400 м — гольцовые поля. Гольцовые вершины имеют куполовидную форму, их склоны выпуклы и спускаются в долины под углом 25-45о, или же отвесными стенками. В истоках Буреи водосборные воронки преобразованы в каровые ниши, имеющие характерную форму полуцирка, крутые стенки высотой до 150—200 м и плоское заболоченное дно с небольшими озерками.
Для территории характерны эрозионно-денудационные процессы, особенно ярко проявляющиеся в пределах основных горных систем (Эзоп, Дуссе-Алинь, Буреинский хребет). В гольцовых частях гор отмечаются курумовые и обвально-осыпные отложения каменных глыб и щебня, в подгольцовом и горно-таежном поясах — склоновые дефлюкционные и солифлюкционные глыбово-щебнисто-суглинковые образования. В речных долинах наблюдаются галечные и галечно-песчаные отложения.

### Гидрография

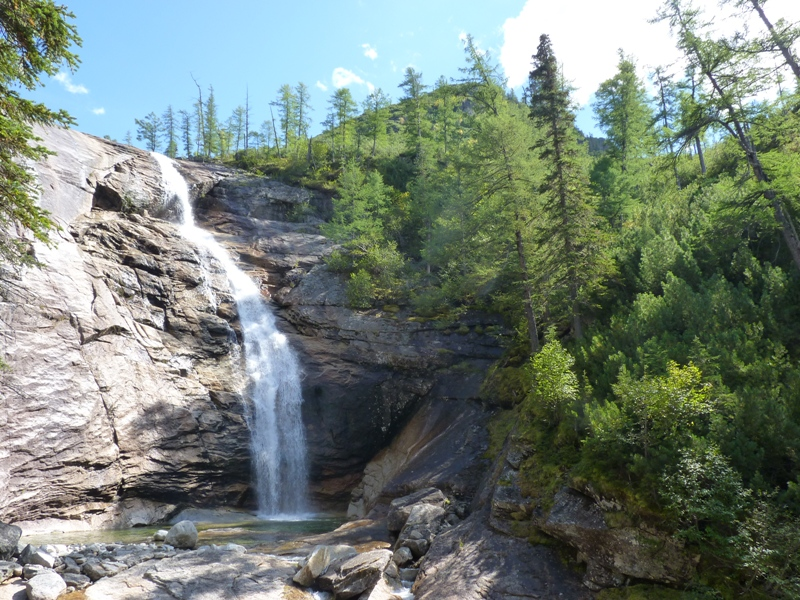
Водопад Медвежий

Вся территория заповедника пересечена многочисленными реками. Общая площадь гидросферы составляет около 1950 га (0,5 % территории заповедника). Все реки относятся к бассейнам Правой и Левой Буреи.
Правая Бурея берёт начало с южных склонов хребта Эзоп. Её длина до слияния с Левой Буреей составляет 106 км. Долина реки не выработана, в ней почти отсутствуют террасы высшего порядка. На всем протяжении она порожиста, течет одним руслом. Основные притоки Правой Буреи: Ипата, Ванга, Китыма, Алакан, Сибинде.
Истоки Левой Буреи лежат на юго-западных склонах Дуссе-Алиня. Её протяжённость — около 90 км. В долине реки имеются развитая пойма, протоки и острова. Крупные притоки — Корбохон, Браи, Курайгагна, Китыма-Макит, Колбондьо, Бургалекан, Бургале, Больчекта, Имганах, Лан, Балаганах, Чапхоз.
Значительные перепады высот (1500—600 м) определяют скорость течения рек и ручьев, которая достигает 2,5-4 м/с.
Степень дренированности территории высока — в среднем 0,3 км водостоков на 1000 га.
Дождевое питание составляет 50-60 % годового стока рек. Существенный вклад вносят снеговые и наледные воды. Имеет место и грунтовое питание, хотя оно задерживается мерзлотными процессами.
Осадки в течение года распределены неравномерно. Зимы малоснежны, что обуславливает малые весенние половодья. Годовой расход воды определяют в основном летние паводки, связанные с муссонными дождями. Они начинаются обычно с конца июня и достигают максимума в июле-августе. Многолетняя и глубокая мерзлота играет при этом роль водоупорного горизонта.
Во время паводков характерно быстрое поднятие уровня воды, и после — столь же стремительный спад.
Очень сильные наводнения (подъём воды до 800 см) случаются один раз в 13 - 15 лет, сильные (до 700 см) — один раз в 5 лет, обычные (до 600 см) — раз в 3 - 4 года.

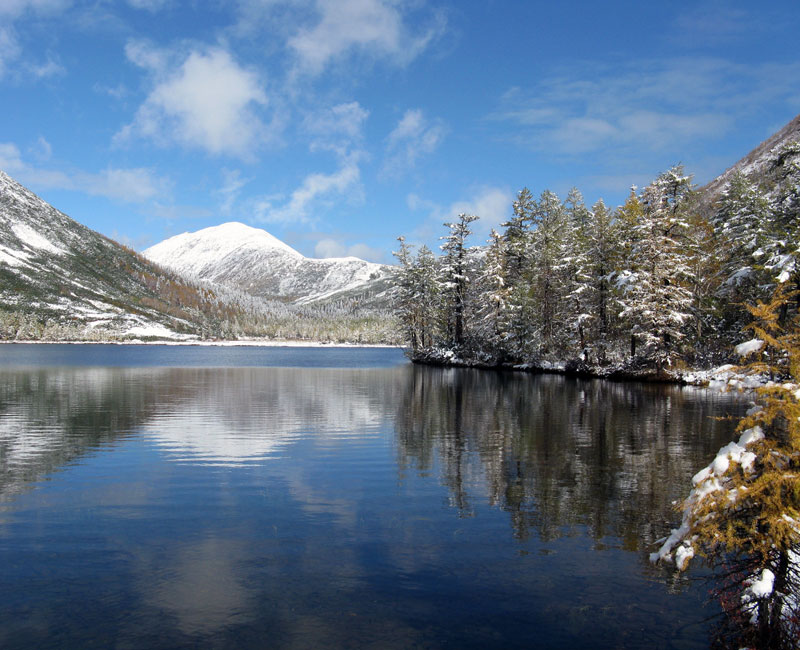
Озеро Корбохон

Заметными объектами гидросферы являются горные озера в цирках ледниковой эрозии.
Цирк с озером Медвежьим расположен на Дуссе-Алине на высоте 1600 м над у. м. К западу он открыт, а с трёх других сторон огорожен почти отвесными скалистыми стенами из порфировидных гранитов высотой до 300 м. Склоны уступами спускаются к озеру, берега и дно которого выстланы глыбами. Сток из озера скрыт под камнями и выходит на поверхность примерно через 100 м. Ниже по течению этот ручей впадает в другой цирк, с озером Долгим (1500 м над у. м.), которое отличается небольшой глубиной и заболоченными берегами.
Наиболее крупное из озёр заповедника — Корбохон, расположенное на высоте 1160 м в верховьях р. Корбохон, притока Левой Буреи. Дно озера до 2,5 м понижается полого, а затем резко обрывается вниз до глубины 8-12 м. В середине дно практически плоское. Озеро выглядит как чёрный овал со светлой каймой, хотя вода в нём кристально прозрачна.
На восточной стороне Дуссе-Алиня, уже за пределами заповедника, лежит озеро Горное. В том же районе протекают живописные ручьи с каскадами водопадов, относящиеся к бассейну р. Нилан.
По степени минерализации воды в заповеднике относятся к ультрапресным, по величине рН — к нейтральным, по химическому составу — к гидрокарбонатному классу, группе кальция, первому типу. Максимальная концентрация ионов наблюдается в период зимней межени, минимальная — во время весеннего половодья и летне-осенних паводков.
Содержание биогенных и органических веществ достигает минимума в зимнюю межень, а в периоды весеннего половодья и летних паводков повышается до наибольших значений.
По микробиологическим показателям Правая и Левая Бурея являются эталонно чистыми реками, при том, что микробное сообщество Буреи и её притоков имеет низкую очищающую способность.

### Климат
Климат определяется как северный вариант муссонного, так как преобладающие воздушные массы формируются за пределами района: зимой — на континентальных пространствах Восточной Сибири, в области сибирского антициклона, летом — в океане, что способствует созданию местных фронтов и обилию осадков. Характерна смена северо-восточных ветров (скорость 2-4 м/с) зимой на юго-западные (3 - 7 м/с) летом. Зимой в долинах часты штили; наблюдается температурная инверсия, вызванная стеканием более плотного холодного воздуха в межгорные котловины. Самый холодный месяц — январь (средняя температура −33,1оС), самый теплый — июль (средняя температура 16,8оС). Продолжительность безморозного периода составляет в среднем 62 дня. В верховьях Буреи годовое количество осадков равняется в среднем 640—680 мм. Относительная влажность воздуха в течение года стабильна — в среднем 74 %. Продолжительность вегетационного периода составляет в среднем 150 дней. Устойчивый снежный покров ложится в конце октября. Высота его незначительна: в среднем — 26 см, максимально — 43 см.

### Почвы
Территория заповедника находится в зоне горных буро-таежных иллювиальных, гумусовых и болотных почв. Почвенные разности изменяются в зависимости от рельефа, экспозиции и степени увлажнения. Характерной особенностью почв является их маломощность. На горных склонах толщина почвенного слоя не превышает 10 - 25 см, причём этот слой наполовину состоит из обломков горных пород. Наиболее распространённые типы почв:
- горно-тундровые, торфяно-перегнойные почвы расположены в верхнем поясе гор (900 м над у. м.), в зоне распространения кедрового стланика. Они сменяются гольцами и каменистыми россыпями;
- горные буро-таежные, мерзлотные почвы приурочены к склонам и вершинам, где произрастают лиственничные леса;
- гумусо-иллювиальные, горно-таежные — почвы верхнего пояса горных ельников;
- мерзлотно-таежные, торфянисто-глеевые. Эти почвы развиты на предгорных участках при переходе от маревых пространств к склонам под багульниковыми лиственничниками;
- торфянисто-болотные почвы распространены на болотных пространствах маревых лиственничников с влаголюбивой растительностью;
- иловато-дерновые слоистые почвы иллювиального происхождения приурочены к заливным поймам рек и елово-тополевым зарослям.

### Растительный мир
Флора заповедника насчитывает 512 видов сосудистых растений (из них 22 — редкие и исчезающие виды) из 212 родов 69 семейств. К их числу относятся 33 вида сосудистых споровых из 14 родов 11 семейств пяти классов трёх отделов; семь видов голосеменных из пяти родов двух семейств; 146 видов однодольных цветковых из 44 родов восьми семейств; 326 видов двудольных цветковых из 149 родов 48 семейств.

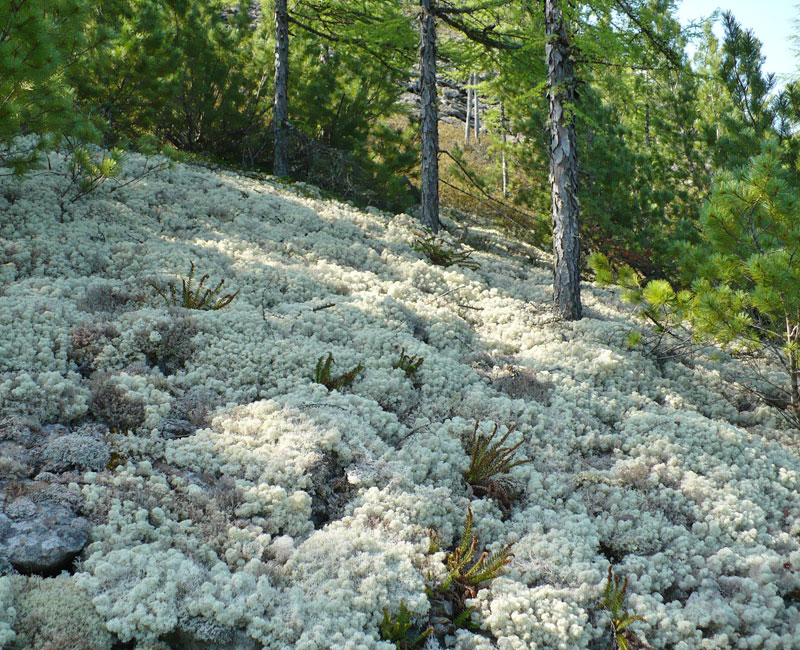
Ягель

Большим видовым разнообразием характеризуются семейства: осоковые (65 видов, 13 % флоры сосудистых), астровые (46), розоцветные (38), злаки (37), лютиковые (30), ивовые (21), вересковые (20), лилейные (16), гвоздичные (14), камнеломковые (13), крестоцветные, бобовые и норичниковые (по 10 видов). Из 21 семейства представлено по одному виду.
128 видов вполне обычны и встречаются в заповеднике довольно широко, 149 видов встречаются изредка, 110 видов зарегистрированы в двух-трёх местообитаниях и 125 — известны пока лишь по одному сбору, либо только из одного места нахождения в заповеднике.

#### Мхи, лишайники и водоросли
В заповеднике зарегистрировано 293 вида мхов (Летопись природы Буреинского заповедника. Кн. 2, 1999 г.), 53 из которых на территории Хабаровского края отмечены впервые. Зелёный мох крифея амурская (Cryphaea amurensis) — новый для науки вид.
Из лишайников к настоящему времени на территории заповедника зарегистрирован 101 вид. Наиболее широко представлены роды кладония (18 видов), гипогимния (8 видов), пертузария (6 видов) и уснея (5 видов). Большинство (78 видов) относится к бореальному и неморальному элементам со значительным участием видов мультизонального элемента. Преобладают лишайники с мультирегиональным распространением (55 видов). Один вид — Hypogymnia subduplicata — является эндемиком Дальнего Востока (Голубкова, 1983). 4 вида — лобария лёгочная, лобария сетчатая, менегацция пробуравленная, Tuckneraria laureri — включены в Красную книгу России. Выделен один новый вид — Chenoticopsis asperopoda.
Список водорослей включает 42 вида с разновидностями, в том числе: цианобактерии — 5 видов, Диатомовые водоросли — 22, зелёные водоросли — 11, жёлто-зелёные водоросли — 1, красные водоросли — 3.

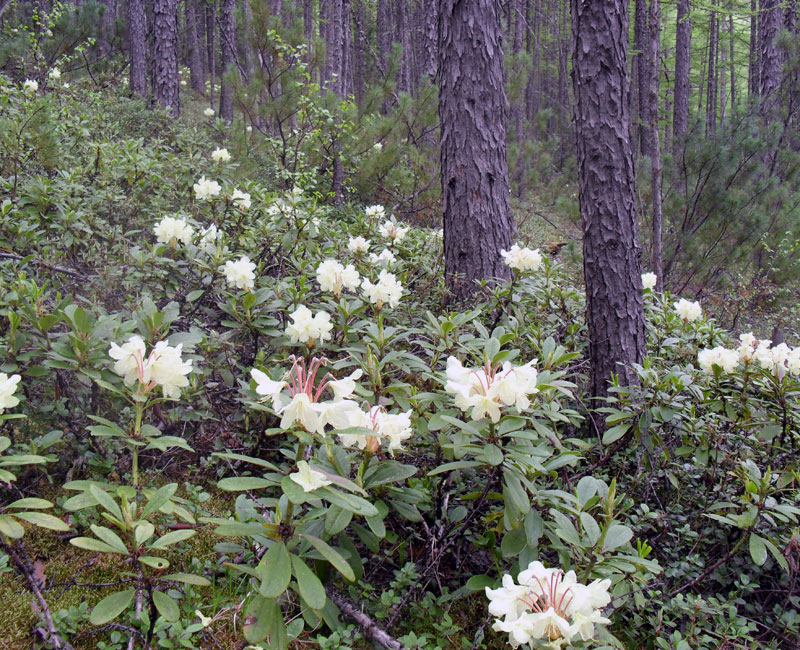
Рододендрон золотистый

#### Растительные зоны
Растительность территории заповедника относится к Удско-Буреинскому светлохвойному округу Амурско-Охотской темнохвойной лесной подобласти (Ливеровский, Колесников, 1949), которая входит в состав подзоны среднетаежных светло- и темнохвойных лесов (Колесников, 1963).
Заповедник характеризуется многообразием растительных сообществ, которое объясняется сильной расчлененностью рельефа и большим перепадом абсолютных высот (от 500 до 2000 м над у. м.). В растительном, как и в почвенном, покрове хорошо выражена вертикальная поясность, которая относится к океаническому типу, что обусловлено влиянием воздушных масс тихоокеанского летне-осеннего муссона.
Выделяются три высотных пояса: лесной (горнотаежный), подгольцовый и гольцовый.

##### Каменистая тундра
Высокогорья, или гольцы, занимают значительную площадь. Их наиболее возвышенные части покрывает каменистая тундра — царство литофильных лишайников, расцвечивающих разноцветными пятнами поверхности каменных глыб. Между камнями встречаются куртинки кустистых лишайников. Высшие растения представлены весьма скудно. Это полынь куроголовчатая (Artemisia lagocephala), ожика мелкоцветковая, рододендрон мелколистный.

##### Ягельная тундра
Пологие склоны и каменистые плато занимает лишайниковая, или ягельная тундра, не имеющая кустарникового яруса. Преобладает цетрария снежная и др. Лишь кое-где в углублениях встречаются рябинник Палласа (Sorbaria pallasii), смородина печальная, в редком кустарничково-травяном ярусе единично отмечается горец живородящий. Повышенная роль лишайников и моховых синузий — древняя черта высокогорных ландшафтов северных побережий Тихого океана.

##### Ерниково-лишайниковая тундра
Несколько ниже, на умеренно увлажненных супесчаных почвах с включениями камней, на смену лишайниковой приходит ерниково-лишайниковая тундра. Кустарниковый ярус из берёзы растопыренной, багульника болотного, рябинника Палласа (Sorbaria pallasii), B. incarnata и др. покрывает 30-60 % почвы. В слабо развитом (покрытие до 0,1) кустарничково-травяном покрове чаще других встречаются Vaccinium vitis-idaea, Hierochloe alpina, Empetrum nigrum, Cassiope ericoides, Carex rigidioides, Luzula nivalis. Чем ближе к гольцовому поясу, тем сильнее меняются размер и габитус кустарников; появляются обширные поляны с травянистыми и кустарничковыми синузиями.

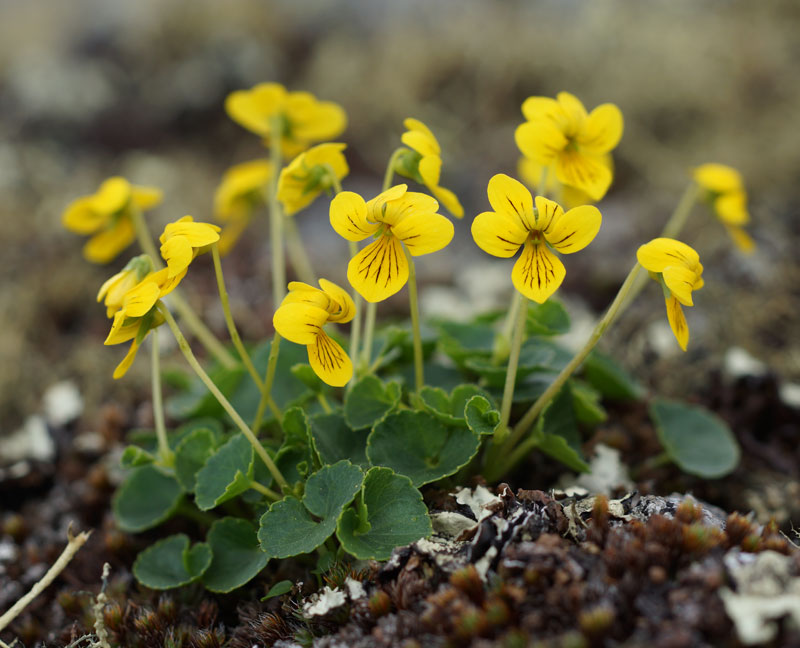
Фиалка Кузнецова

##### Ерниково-моховая тундра
На северных склонах, на более прикрытых и выровненных площадках, встречаются небольшие участки ерниково-моховой тундры. Заросли в ней выше и гуще. В редком кустарничково-травяном покрове преобладают брусника, Pyrola incarnata, линнея северная. Напочвенный покров составлен в основном из ягелей рода кладония, на переувлажненных местах — сфагнум.
Отдельно от горнотундровой следует рассматривать растительность петрофитов, которая приурочена к выходам скальных пород, открытым сухим склонам, галечникам, береговым обрывам и другим подобным местообитаниям. Помимо азиатских видов, в районе отмечены представители евроазиатской степной области (Galium verum, Orostachys spinosa и др.). Как правило, сомкнутые группировки не образуются. Для большинства петрофитов характерна подушковидная жизненная форма и корневища с многочисленными каудексами, густо покрытыми отмершими листьями или же расширенными основаниями листовых черенков. Эти приспособления позволяют легче противостоять иссушению ветрами: будучи хорошо экспонированными, скальные участки сильно обветриваются не только летом, но и зимой, когда опасность иссушения наибольшая. Снег сносится ветром, и растительность бывает лишена укрытия.

##### Альпийские луга
В гольцовом и подгольцовом поясах около снежников, сохраняющихся до середины лета, отмечается особый вариант альпийских лугов — нивальные (приснежные) лужайки. Здесь можно видеть одноярусную группировку, состоящую в основном из Angelica saxatilis, Pulsatilla ajanensis, Trollius riederianus, Viola biflora, Primula cuneifolia, Potentilla elegans и др. Кое-где присутствуют кустарники Pentaphylloides fruticosa, Rhododendron aureum, Empetrum sibiricum, Ribes triste. Переплетение в высокогорьях хребтов Эзоп и Дуссе-Алинь горно-тундрового сообщества и субальпийских низкотравных лужаек, свойственных высокогорьям, подверженным воздействиям морского климата, обусловлено положением гор в притихоокеанской полосе, которая в летнее время находится под воздействием муссонной циркуляции (Шлотгауэр, 1978). Влияние тихоокеанского муссона на растительный покров высокогорий сказывается в высокой влажности воздуха при умеренных температурах на протяжении всего вегетационного периода.

##### Таёжный пояс
Верхняя граница леса, образующая границу высокогорий, колеблется в пределах от 900 до 1100 м. На северных склонах она обычно проходит на 100 — 150 м ниже, чем на южных. В том случае, если склоны крутые и каменистые, занятые каменными россыпями или утесами, или открыты сильным ветрам, граница леса понижена.
В растительном покрове горно-таежного пояса повсюду безраздельно господствуют светлохвойные лиственничные леса (Larix gmelini). Фитоценозы лиственницы — с бедным и однообразным флористическим составом. В нижних ярусах преобладают растения гипоарктического комплекса (Ledum palustre, Vaccinium vitis-idaea, Empetrum nigrum, некоторые виды сфагнов), что связано с постоянным избытком влаги в условиях холодного муссонного климата.
Различные типы лиственничников могут быть объединены в два геоморфологических комплекса: горнотаежный и долинный (равнинный) (Шага, 1967). Горные лиственничники отличаются от долинных участием в составе подлеска кедрового стланика (Pinus pumila).

##### Кедровостланиковые лиственничники
Кедровостланиковые лиственничники располагаются на вершинах сопок, гребнях небольших хребтов с прилегающими крутыми склонами, выше 700 — 800 м над у. м. В их кустарниковом ярусе преобладает сосна стланиковая, единично отмечена Sorbaria pallasii. Кустарничково-травяной покров фактически отсутствует.

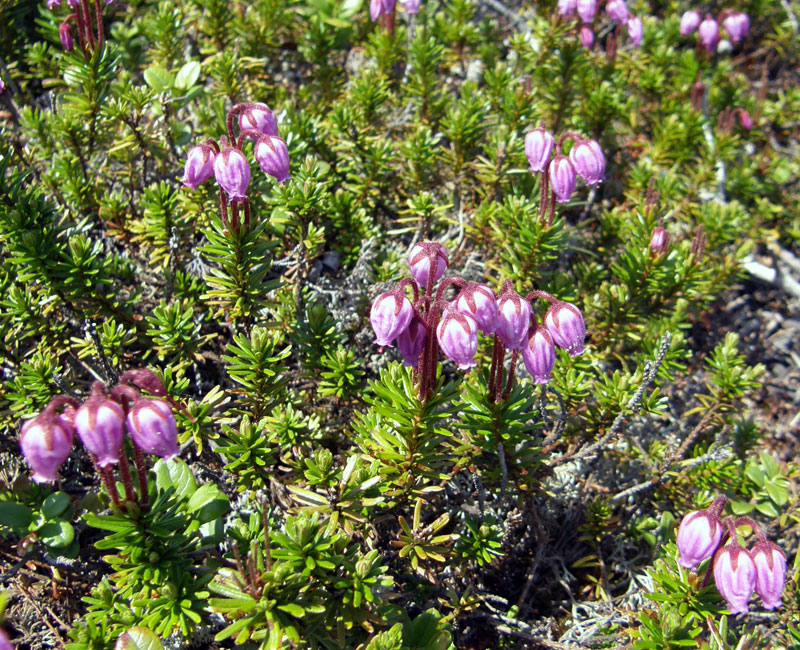
Филлодоце

##### Бруснично-рододендроновые лиственничники
На сильно покатых и крутых затененных каменистых склонах выше отметки 800 м над уровнем моря формируются лиственничники бруснично-рододендроновые. В них преобладает рододендрон золотистый, значительно реже встречаются берёза растопыренная, шиповник иглистый, ива Бебба и др. В травянисто-кустарничковом ярусе — брусника, багульник болотный, Empetrum sibiricum. Встречаются одиночные моховые куртинки.

##### Багульниково-брусничные лиственничники
К склонам возвышенностей, открытым северным и северо-восточным ветрам, приурочены багульниково-брусничные лиственничники. Подлесок образует ерник (Betula divaricata) при небольшом участии шиповника иглистого и ивы буреющей. В значительном обилии отмечается багульник болотный, реже — багульник стелющийся. В травянисто-кустарничковом ярусе, помимо распространённой брусники, обычны пятилистник кустарниковый и княженика обыкновенная.

##### Вейниково-разнотравные лиственничники
На покатых склонах, хорошо увлажненных за счет стока, располагаются лиственничники вейниково-разнотравные, в которых подлесок практически отсутствует.

##### Долинные лиственничники
Долинные лиственничники занимают как достаточно увлажненные, но хорошо дренированные и аэрированные местообитания речных пойм, так и избыточно увлажненные холодные местообитания там, где вечная мерзлота залегает глубоко. Второй ярус древостоя образуют ель аянская, пихта белокорая, берёза плосколистная; подлесок состоит из мезофильных пойменных кустарников: дёрена белого, спиреи иволистной, рябины обыкновенной; кустарниково-травяной покров из мезофильных растений (папоротников, вейника и др.) развит сравнительно слабо. Заболоченные лиственничные редколесья на плоских участках над поймой носят особое название — мари.

##### Кедровый стланик
Кедровый стланик в тех или иных количествах присутствует в подлеске почти всех лесных формаций. В то же время самостоятельные насаждения он образует лишь в строго определённых границах и экологических условиях. Высотные границы его распространения колеблются от 800 до 1000—1600 м над уровнем моря. Из кустарников ему сопутствуют Duschekia kamtscatica, берёза растопыренная, а в верхнем ярусе гор — рододендрон золотистый. В нижнем ярусе зарослей кедрового стланика встречаются брусника, багульник болотный, щитовник пахучий, кассиопея, Claytonia eschscholtzii и др. Напочвенный покров развит хорошо и состоит из зеленых мхов и лишайников. Последние преобладают.
Пожары являются губительными для зарослей кедрового стланика, возобновление его происходит медленно, вследствие чего исходный ценоз может не восстановиться. Заросли кедрового стланика имеют большое почвозащитное и водоохранное значение, препятствуют развитию эрозионных процессов в горах. Кроме того, его орехи являются основным кормом пушных зверей: белки, соболя и др.

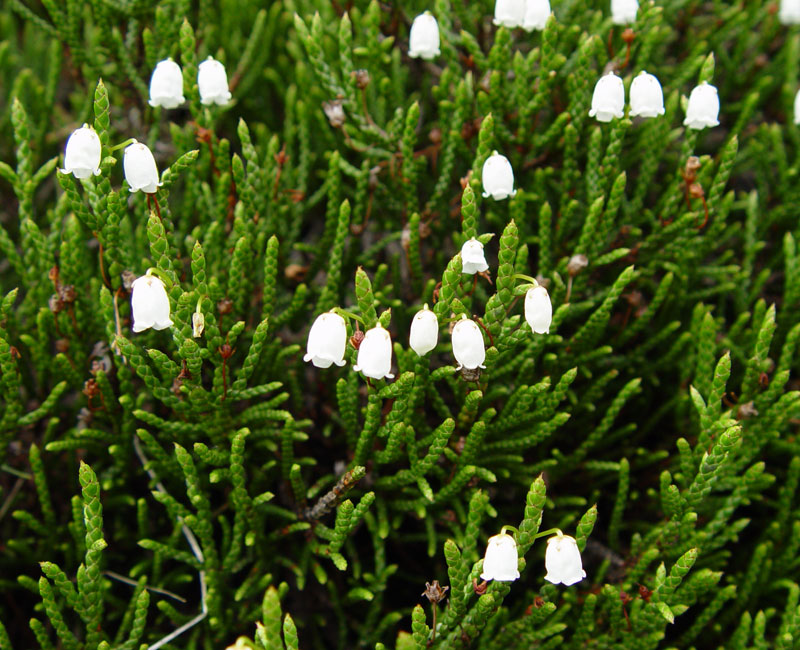
Кассеопея

##### Ельники
От уреза реки Бурея до верхней границы леса отдельными островками в распадках встречаются еловые леса из ели аянской. Местами они занимают неширокие полосы крутых нижних частей склонов, тянутся от подгольцовой седловины, образуя более или менее широкую полосу леса, веерообразно расширяются в водосборных воронках истоков горных ручьев. Общая черта мест произрастания ельников — достаточное (до несколько избыточного) увлажнение при хорошем дренаже. В окрестностях кордона «Стрелка» и на правом берегу Левой Буреи напротив устья реки Чапхоз на отдельных участках произрастает ель сибирская.
Лучше других сохранились от пожаров приручьевые хвощево-папоротниковые ельники. Обычно они занимают лишь узкую полосу (30-40 м в поперечнике) со свежей, легко суглинистой почвой на наклонном плоском днище долины между крутыми склонами. Поверхность днища часто неровная, с крупными камнями, рытвинами и вывернутыми с корнем деревьями. Второй ярус древостоя образован более молодыми елями с примесью березы плосколистной. В травяном покрове выделяются пышные группы кочедыжника женского, волжанки обыкновенной, Cacalia hastata; заметна примесь хвоща.
На более пологих склонах располагаются папоротниково-зеленомошные ельники. Им свойственна небольшая примесь лиственницы в господствующем пологе. Во втором ярусе встречается береза. В подлеске — разбросанные, не образующие яруса, экземпляры рябины, смородины, иногда ольховника и бузины. Вдоль ручьев тянутся узкие полосы рябинника. Травяной покров редкий, на северных склонах состоит из голокучника Робертова. В понижениях всюду рассеяны линнея северная, мителла голая (Mitella nuda), седмичник европейский, грушанка мясо-красная (Pyrola incarnata) и др. Сплошной моховой покров мощностью до 11 см образует Hylocomium proliferum с небольшой примесью других зеленых мхов.
Лиственные леса
Небольшими участками по всему бассейну Левой и Правой Буреи распространены лиственные леса из тополя душистого, чозении, ивы сердцевиднолистной. Главным фактором, направляющим их развитие и смены, является деятельность реки. Песчаные наносы населяют в первую очередь ива сердцевиднолистная, ива удская, ива росистая. На более мощных песчаных наносах, а также на галечниках, поселяются чозения и тополь. Тополевые и чозениевые леса находятся в зоне влияния паводков, и травяной покров в них развит слабо. Чаще других отмечены Poa palustris, Senecio cannabifolius, Oxytropis и др. Спелые тополевники, расположенные на участках долины, вышедших из зоны затопления рекой, имеют более богатый видовой состав сформировавшихся нижних ярусов с преобладанием вейника Лангсдорфа.

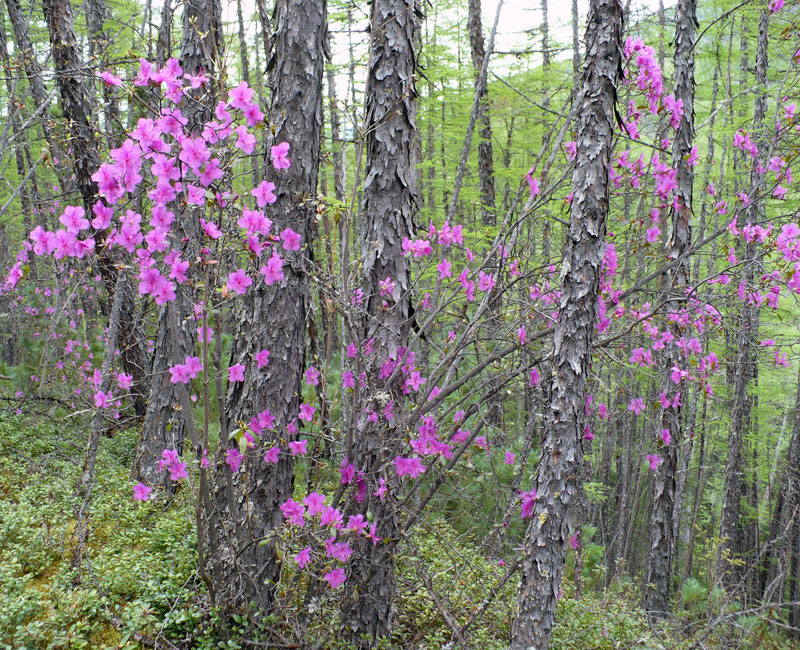
Рододендрон даурский

Следующая стадия развития тополевников — смешанные леса из тополя и лиственницы. Они являются переходными между тополевниками и долинными лиственничниками.
В южной части территории в понижениях рельефа к долинным темнохвойным, тополевым, реже к лиственничным лесам примешивается пихта белокорая.
Значительные площади в бассейне р. Левая Бурея в её нижнем течении занимают березняки из березы плосколистной. Эти формации являются вторичными и кратковременными. Чаще всего они покрывают площади пожарищ на месте лиственничных лесов. Оставшиеся после пожара лиственницы образуют полог древостоя, тогда как береза и осина входят во II полог; подлесок и кустарничково-травяной ярус развиты хорошо и представлены теми же растениями, которые составляли эти ярусы в исходном ценозе.
Болота
Небольшие площади в долине р. Бурея занимают болота эутрофного типа. На них выделяется одна ассоциация — осоково-пушицевая (Carex schmidtii и пушица влагалищная). Единично встречаются вахта, мытник перевёрнутый, дербенник иволистный и др.
На территории заповедника никогда не проводилось промышленных рубок древесины. Все нарушения растительности вызываются природными явлениями — пожарами, береговыми обвалами и т. д.

### Животный мир
Встречаются 35 видов млекопитающих, птицы 186 видов, рыбы 15, земноводные 2, пресмыкающиеся 1. Один из немногих районов тайги, практически не тронутой деятельностью человека. Животный мир представлен в основном видами охотско-камчатской, восточносибирской и высокогорной фаун. По долинам рек в пределы заповедника проникают некоторые виды приамурской фауны — мандаринка, амурская выпь. В южные отроги Дуссе-Алиня заходят изюбрь — типичный обитатель гор юга Восточной Сибири и Дальнего Востока — и косуля, ядро ареала которой расположено в зоне лиственных лесов и лесостепей.

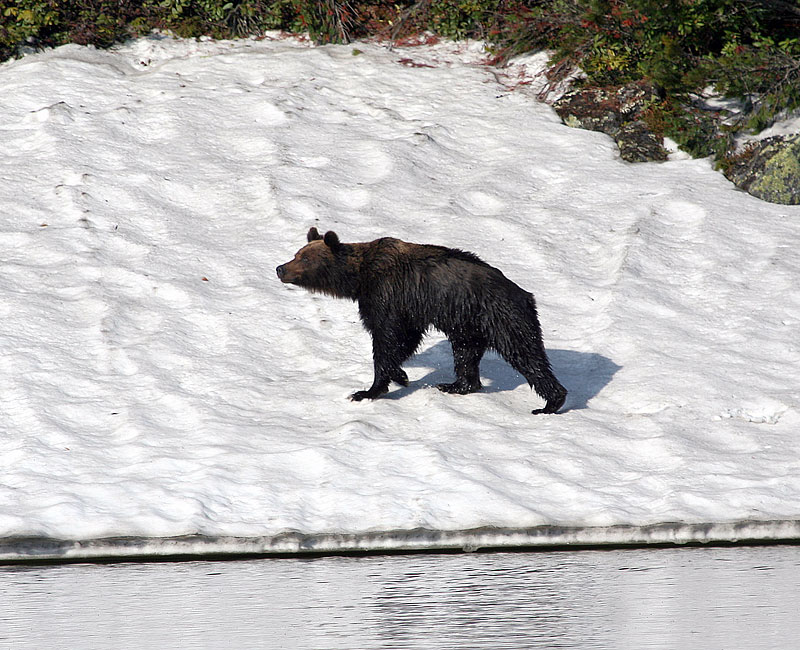
Бурый медведь

Помимо широко распространённых общепалеарктических видов — бурого медведя, горностая, соболя, зайца-беляка, белки, росомахи, кедровки, каменного глухаря, пеночки-зарнички, чижа, синехвостки, буроголовой гаички — в группе бореальных выделяется комплекс эндемичных для этой провинции охотских видов, к которым относятся, к примеру, дикуша и японский свиристель.
Среди высокогорной фауны отмечены широко распространённые арктоальпийские и гольцовые виды — тундровая куропатка, монгольская альпийская завирушка, из млекопитающих — северный олень, маньчжурская пищуха, из насекомых — жёлтый аполлон, медведица.
Высокогорная фауна приурочена лишь к отдельным вершинам, зачастую далеко отстоящим друг от друга. В связи с этим она, с одной стороны, характеризуется довольно скудным видовым составом, а с другой — могла сохранить целый ряд эндемичных и реликтовых видов с резко выраженным спорадизмом их распространения.
Фауна млекопитающих насчитывает около 30 видов: лось, кабарга, северный олень, изюбрь, косуля, соболь, американская норка, выдра, росомаха, горностай, колонок, ласка, бурый медведь, волк, лисица, рысь, заяц-беляк, белка, бурундук, летяга, лесная азиатская мышь, мышь-малютка, серая крыса, красно-серая полевка, лесной лемминг, северная пищуха и др. В 2006 году в верховьях р. Корбохон обнаружен новый для фауны заповедника вид — лемминговидная полевка. В том же году верховьях Правой Буреи (хребет Эзоп) впервые наблюдали снежного барана.
Териологические исследования в заповеднике ещё далеки от завершения. Одной из наименее изученных групп остаются рукокрылые, список которых на сегодня ограничивается одним видом — бурый ушан (Plecotus auritus).

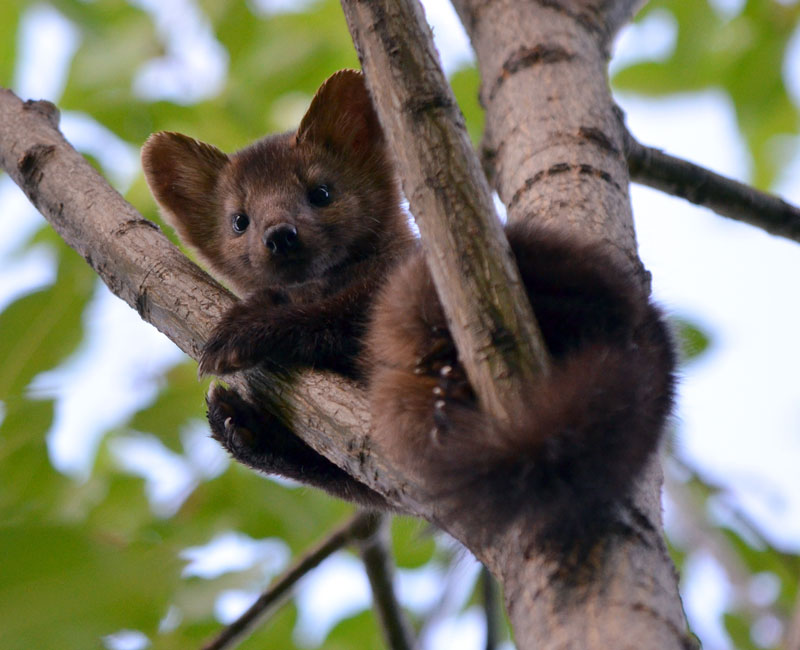
Соболь

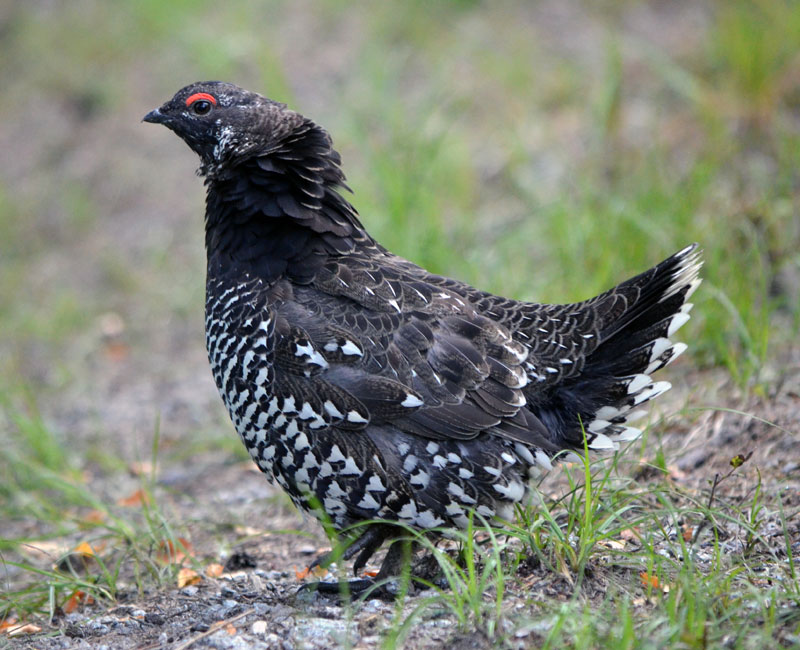
Дикуша

К настоящему времени в заповеднике отмечено 186 видов птиц. Из них гнездование установлено или предполагается для 89 видов. К редким видам орнитофауны относятся орлан — белохвост, скопа, сапсан, филин, дикуша. Названные птицы, кроме орлана-белохвоста, включены в Красную книгу России. В заповеднике обитает амурский свиристель, занесённый в международную Красную книгу Азии. Из перечисленных выше птиц, нуждающихся в охране, в границах заповедника гнездятся лишь филин, дикуша и амурский свиристель. Данных о численности филина мало. Дикуша — типичный представитель охотской фауны, здесь достаточно обычна. Она населяет еловые, елово — пихтовые леса, и лиственничники. Совершает сезонные миграции: осенью — из лиственничных лесов в темнохвойные, к концу весны — обратно. Амурский свиристель тоже представитель охотской фауны и гнездится в основном в пойменных лиственничниках. Обычными видами являются рябчик, каменный глухарь. Встречаются тундряная и белая куропатки. Из гусеобразных гнездятся каменушка и большой крохаль. На пролёте обычны гуси — гуменники, чирки — свистунки. Другие утки немногочисленны. Из дневных хищных птиц наиболее часто удается встретить канюка, перепелятника, и малого перепелятника. Залетают и редкие виды, например хохлатый осоед. Из ночных хищных птиц наиболее обычны длиннохвостая и бородатая неясыти, мохноногий сыч. Реже встречаются воробьиный сыч, ястребиная сова. Ржанкообразные представлены куликом-перевозчиком, вальдшнепом. Другие кулики (главным образом, живущие на севере материка) пересекают территорию заповедника лишь во время сезонных миграций. А чайки появляются над заповедником в основном осенью, во время послегнездовых кочевок. В лесу гнездятся три вида кукушек: обыкновенная, глухая и ширококрылая. Дятлообразные представлены 6 видами (желна, большой пёстрый, малый пестрый, белоспинный и трёхпалый дятлы, а также вертишейка). Из воробьиных обычны кедровка, кукша, клёст-еловик, снегирь, синий соловей, соловей-красношейка, соловей-свистун, синехвостка, корольковая и бледноногая пеночки, буроголовая гаичка, поползень, пищуха, горная трясогузки, сибирская и ширококлювая мухоловки, а также мухоловка-мугимаки, седоголовая овсянка, несколько видов дроздов. В высокогорьях обычны альпийская завирушка и сибирский горный вьюрок.
Из пресмыкающихся отмечена живородящая ящерица, из амфибий — дальневосточная лягушка и сибирский углозуб.
На 2014 г. на территории заповедника отмечено обитание 14 видов рыб и одного вида миног — дальневосточной ручьевой, которая очень редка в самой южной части заповедника, в р. Бурее. Наиболее обычными видами в реках и ручьях являются амурский подкаменщик, сибирский голец, гольяны Лаговского и речной, тупорылый ленок и три вида хариусов — буреинский (эндемик бассейна верхнего течения Буреи), верхнеленский (байкало-ленский) и амурский. Встречаются здесь также налим и таймень. К числу редких видов относится острорылый ленок, который отмечается не ежегодно в Бурее и низовьях Левой Буреи. На зиму большинство видов уходит вниз — за пределы заповедника, весной — поднимаются вверх. В озере Корбохон, расположенном на высоте 1250 м в бассейне р. Левая Бурея обитают два вида — голец сибирский и тупорылый ленок, который представлен здесь особой «большеглазой» формой. Озерный гольян встречается только в одном небольшом озере в долине р. Правая Бурея. В последние годы в летние периоды в воды заповедника стали изредка проникать виды, ранее здесь не обитавшие. Это щука амурская и сиг-хадары. Их проникновение, скорее всего, связано с влиянием Бурейского водохранилища (формируется с 2003 г.), которое расположено ниже примерно в 200 км, а также с общим потеплением климата в бассейне р. Бурея.

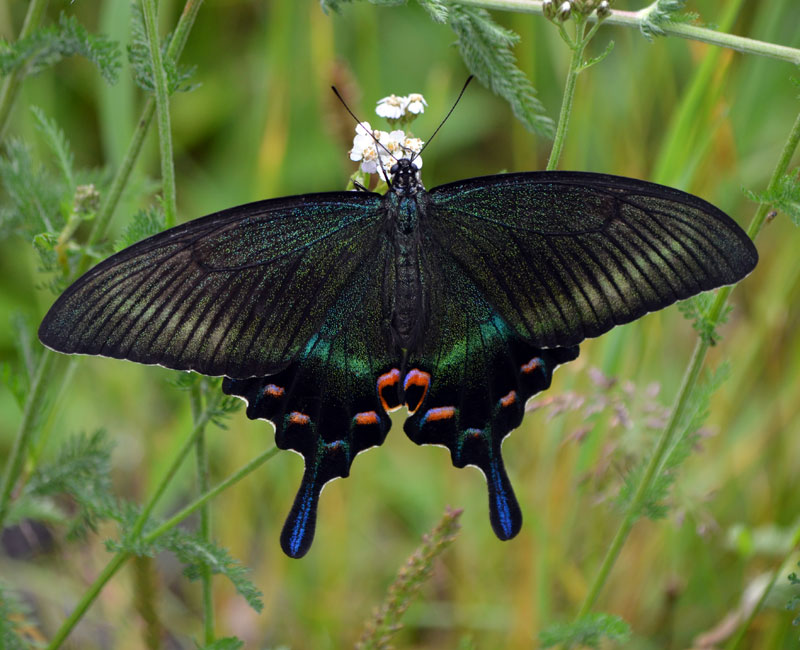
Парусник Маака

Энтомофауна заповедника по опубликованным данным насчитывает более 900 видов. Из них: Coleoptera — 311 видов, Lepidoptera — 351, Heteroptera — 116, Diptera — 55, Orthoptera — 21, Hymenoptera — 18, Homoptera — 15, Odonata — 9, Plecoptera — 9, Ephemerodea — 7, Siphonaptera — 7, Thysanoptera — 4, Trichoptera — 4, Neuroptera — 10, Lepismatodea — 1, Mecoptera — 1, Megaloptera — 1, Raphidiodea — 1, Collembola — 62 вида. Семь видов из фауны коллембол являются широко распространёнными палеарктами (Willemia anophthalma, Anurophorus palaearcticus, Parisotoma ekmani, Desoria neglecta, D.tshernovi, D.alaskensis, Isotoma viridis), только два — восточно-азиатские (Folsomia ozeana, Ceratophysella brevisensillata). Ещё по крайней мере 9 видов, относящихся к сем. Isotomidae, впервые описаны с территории заповедника. Данная группа животных безусловно гораздо более многочисленна, и дальнейшие исследования приведут к значительному увеличению списка видов, обитающих на территории заповедника
Фауна пауков насчитывает 456 вида из 22 семейств 181 рода.
Обнаружены 12 видов сенокосцев и 10 представителей ложноскорпионов.
Отмечены наземные брюхоногие моллюски семейств Ellobiidae, Succineidae, Cochlicopidae, Vertiginidae, Valloniidae, Endodontidae, Arionidae, Zonitidae, Agriolimacidae, Euconulidae.